# 戴树桂
戴树桂（1927年9月22日—2013年2月16日），男，祖籍江苏如皋，生于北京，中国环境化学家、教育家，曾任南开大学教授、博士生导师。